# 進化心理学
進化心理学（しんかしんりがく、英語：evolutionary psychology）は、ヒトの心理メカニズムの多くは進化生物学の意味で生物学的適応であると仮定しヒトの心理を研究するアプローチのこと。適応主義心理学等と呼ばれる事もある。
人間行動進化学会は、進化心理学を「社会学と生物学の視点から、現代的な進化理論を用いて、感情、認知、性的適応の進化などを含めた人間の本性を解明する学際的な学問」と位置づけている。研究対象には感情、認知などの他、宗教、道徳、芸術、病理なども含まれる。
進化の視点はほとんどの認知科学者に受け入れられており、進化心理学者とそれ以外の認知科学者の境界は曖昧である。したがって本項ではふつう進化心理学者とは見なされない人物の見解についても言及する。言語の起源や芸術、宗教の起源の探求は進化心理学に含められることがあるが、それは（コスミデスらが定義したような）狭義の進化心理学よりも進化人類学に近い。

## 概要
ある心理メカニズム（例えば「怒り」）をもつ個体が、この心理メカニズムをもたない他の個体に比べて生存・繁殖の上で優位に立つならば、自然選択の過程を経て、その心理メカニズムは種全体に広がっていくだろう、と考えられる。逆に、現在から過去を推測すると、ある形質が種内の個体の多くに普遍的にみられる場合、その形質は進化史の中で生存・繁殖の成功に役立つ何らかの機能を果たしてきたと考えられる。特にヒトの場合に広く見られる精神的・行動的形質をヒューマン・ユニバーサルズと呼ぶ。

## 理論的基盤
進化心理学は心理学の分野ではなく、ヒトの心を理解するためのアプローチ、視点の一つである。ヒトの心や行動は脳によって生成され、脳は自然選択によって人類の進化の過程で形作られた。しかし人間の本性の多くは無意識下に働くために、ウィリアム・ジェームズの言葉で言う「本能的盲目」（そこに説明すべき物があることに気付かない）に陥る。進化的な視点は本能的盲目を打ち破ることができると考える。
進化心理学者は仮説構築のためのメタ理論として一般的に次のような前提を置く。
1. 体の器官はそれぞれ異なる機能を持っている。心臓はポンプであり、胃は食物を消化する。脳は体の内外から情報を得て、行動を引き起こし、生理を管理する。したがって脳は情報処理装置のように働く。脳も他の器官と同様、自然選択によって形作られた。進化心理学者は心の計算理論を強く支持する。
2. ヒトの心と行動を理解するためにはそれを生成する情報処理装置を理解しなければならない
3. 我々の脳のプログラムは主に狩猟採集時代の経験と選択圧によって形成された。
4. そのプログラムが引き起こす行動が現在でも適応的だという保証はない。
5. 恐らくもっとも重大な点は、脳は様々な問題に対処するために多くの異なるプログラムを持つ。異なる問題は通常、異なる進化的解法を必要とする。このプログラムの一つ一つが臓器と見なすことができる。
6. 心のプログラムは我々の経験を再構成し、判断を生成し、特定の動機や概念を生み出す。また情熱を与え、他者の振る舞いや意図の理解に繋がる文化普遍的な特徴を与える。そして他の考えを合理的である、興味深い、忘れがたいと感じさせる。プログラムはこうして人間が文化を創る基盤の役割を果たす。

進化心理学は次に、心のプログラムを発見し、理解するために適応主義アプローチと呼ばれる手法を用いる。適応主義者は種普遍的に見られる特徴が生物学的適応、すなわちそれを持つ個体の生存と繁殖成功に寄与したために広く見られるのだと仮定し、仮説を構築する。その仮説は実際の検証を経て受け入れられるか棄却される。

### 適応主義
適応主義的アプローチで用いられる主な理論は次の通りである。
- 自然選択－生物が繁殖するとき表現型を形作る元となる遺伝子は子に受け継がれる。しかし遺伝子の複製は正確とは限らない。そのためにランダムな変異が起こり、変異のバリエーションは個体の間で生存と繁殖成功率の差をもたらす。変異がその持ち主を成功させるとき、結果的にその変異は集団中に広まり（正の選択）、持ち主の成功を妨げるときにその変異は集団中から取り除かれる（負の選択）。自然選択は通常遺伝子に対して働く。個体の成功はその近似として扱うことができる。群れや集団が選択の対象となるかは論争的である。
  - 血縁選択－適応がどのように遺伝的に受け継がれるかには二つのパターンがある。一つは親から子を通してである。子供を作り、育て、社会で成功させることは結果的に遺伝的成功に繋がる。もう一つは直系ではなく傍系の親族を通してである。親族が飢えているときに親族を助けるプログラムは、見捨てるプログラムよりも相対的に成功する。
  - 性選択・親の投資・親子の対立・ハンディキャップ理論・互恵的利他主義

### 至近因と究極因
心理学の伝統的なアプローチは至近因に関する研究と言うことができる。進化心理学は至近因を形作った究極因に注目する。進化心理学者が特定の行動や心の働きを「適応的」だと言うとき、それはその行動が（少なくとも祖先の環境では、平均的には）生存と繁殖成功を高めたという意味だが、「個人が生存と繁殖成功を高めることを動機として行っている」と言う意味ではない。自然選択の結果、それは一種の直観（例えば道徳的判断のような）あるいは学習の傾向（甘い物は好みやすい、高所やヘビに対する恐怖を身につけるのはたやすいというような）としてあらわれると予測できる。

### 進化適応環境
進化適応環境（Environment of evolutionary adaptedness、EEA）とは生物の適応を形作った選択圧の統計的な複合物のことを指す。通常、進化心理学者は更新世の石器時代の環境を強調する。しかしEEAは特定の場所、特定の時間を意味していない。ある適応を形作った選択圧や環境と、別の適応を形作った選択圧や環境が同じであるとは限らない。例えば地球の明るさ（それは我々の眼を作った）は大まかには数億年以上一定であった。
行動は化石にならないために、過去の心理を特定するのは不可能であると主張されるが、祖先のことについて数多くのことが知られている。我々の祖先に眼があったことはほぼ確実で、その眼は外部の情報を取得するのに使われた。バロン＝コーエンはそれを用いて人がどのように他人の心を読むのかを研究した。祖先の時代にはまた物理法則が日々を支配し、男と女はつがいになり、怪我をすれば出血し、捕食者や寄生虫、病原菌の危険にさらされ、兄妹と結婚すれば有害な表現型に苦しめられた。

### 心のモジュール性
ジェリー・フォーダーが心のモジュール性を提唱すると、進化心理学者はこれを支持した。そしてフォーダーが想定した以上のモジュールを仮定した。これを大量モジュール仮説（Massive Modular Hypothesis、MMH）と呼ぶ。モジュールがどのように存在するか、高次の認知プロセスもモジュール化されているのか、モジュール同士がどれだけ独立しているかなど詳細には合意がない。以下の説明はレダ・コスミデス、ジョン・トゥービーらの想定するモジュールである。モジュールは通常、領域特異的、あるいは内容特異的システムなどと呼ばれる。より高次の認知能力や、極端な行動主義で想定されていた汎用学習装置は領域一般的システムなどと呼ばれる。
- 領域一般的

情報処理装置は領域一般的であっても、同時に専門的機能を持つことがあり得る。それは多くのモジュールに作用することができる。古典的条件付けとオペラント条件付けは適例を提供する。伝統的な視点では、時間的・空間的な連続性が学習装置に刻みつけられると考えたが、適応主義的アプローチでは条件付けを引き起こすメカニズムは野生で効率的に採餌するために機能が特化されていると考える。報酬の量は餌を探し回る状況によって異なるために、上手く設計された装置は程度の違いに敏感でなくてはならず、採餌率の変化に気付かなければならない。
- 領域特異的

領域制限された装置は内容を与えられることができる。例えば人間の顔認識モジュールは幼児が両親の顔を見分けるのに役立つが、植物を認識するのには役に立たない。このような内容（や傾向）を含んだ専門領域は、内容のない推論システムよりも急速な学習を可能とする。
大量モジュール仮説では顔、感情、場所、動物、ヘビ、体の部位、果物と野菜、植物、血などを即座に判別する認識モジュールがあると考える。また認知的発達の研究はいくつかの専門化された推論モジュールが存在することを示唆する。例えば素朴心理学、素朴生物学、素朴物理学、数の概念などである。自閉症や前頭葉を損傷した人は他者の心を推論するのが上手くないが、他の物理的推論能力はおおむね平常である。コスミデスらは人間の多目的で柔軟な思考と行動は、多数の進化的な専門システムを含む認知構造の上に成り立つと考えるが、ポール・ロジンのような他の人々は各モジュールの相互作用が一般認知能力だと考える。

## 心の生得性への進化心理学的視点
本能と理性や学習は対極にあるとみなされ、ヒトは本能が消失していると考えられることがあるが、しかし直観的推論や学習には次のような特性がある。
1. 複雑に特殊化されていて適応問題を解くことができる
2. 通常、全ての人に確実に発達する
3. 意識的な努力無しでも発達する
4. 認識せずとも作動する
5. 知的に振る舞うと言うような他の一般的な能力とは明らかにことなる

プログラムの出力は一種の直観となってあらわれる。網膜の働きに意識的にアクセスできないように、その動作に気付くことはない。
生まれと育ちのどちらが相対的に重要かという議論に対しては（他の認知科学者と同様に）進化心理学者は生まれか育ちか、本能か理性か、生得的か経験的か、生物学的か文化的かという単純な二分法を否定する。環境が個体に与える影響は、進化的に形作られた認知機構の詳細に強く依存する。環境の影響は生得論と一貫性がある。
全ての種には、種普遍的、種典型的な進化的に形作られた構造がある。しかしそれは（全く同一の胃が無いように）個性がないという意味ではない。「認知的構造」は遺伝子と環境の産物である。それは人間の（特に祖先の）通常の環境の範囲内では確実に発達するような性質を持っている。進化心理学者は発達において遺伝子が環境以上に、生得性が学習以上に重要な役割を果たすとは仮定しない。

### 標準社会科学モデル
進化心理学者はヒトの心を空白の石版と仮定する経験主義を標準社会科学モデル（Standard Social Science Model、SSSM）と呼んで批判した。極端な行動主義もこれに含まれる。
しかしオペラント条件付けでさえ、報酬の頻度によって振る舞いを変えるような複雑な学習プログラムが無ければ働かない。古典的条件付けはより率直に多くのプログラムの存在を仮定する。どのような行動であれ、プログラムと環境からの入力の相互作用によって引き起こされる。
一部の人は、生まれた時から存在しないのであればそれは学習の結果であると見なす。しかし、例えば高所恐怖症は這うことができない赤ちゃんには存在しない。それは学習していないからだと主張できると同時に、自然選択が這うことができない赤ちゃんに高さへの忌避を与える必要がなかったからであるとも主張できる。

## 社会生物学・人間行動生態学
進化心理学は（人間）社会生物学や人間行動生態学、ヒューマン・エソロジーと同一視されることがある。進化心理学者は通常、社会生物学の支持者であり擁護者である。しかし社会生物学は自然選択の働きに注目し、計算機理論やより心理学的な側面へ関心を向けなかった。生物は適応度を最大化しようとしているように見えるが、その行動が適応度の最大化と一致するかどうかとは関係なく、自然選択が形作った神経プログラムを実行している。選択圧を知ることは重要だがそれだけではヒトの行動は説明できない。社会生物学が動物行動学とは異なるように、進化心理学と社会生物学は異なる。
進化心理学は人間行動を支える精神メカニズムの発見と、それを作った選択圧の解明に注目する。また多目的学習装置よりも専門化された認知モジュールを行動の基盤として重視する。人間行動生態学は行動そのものと、行動に影響を与える生態的制約に注視する。二重相続理論は文化と遺伝子の相互作用（遺伝子-文化共進化）を重視する。つまり文化が遺伝的進化に与える役割を強調する。しかしこれらの視点は矛盾するのではなくて、補い合うことができる。

## 応用と発展
人間の行動のうち、生存・繁殖の成功の役に立たないように思われる行動（非適応的行動）や形質についての議論もある。たとえば同性愛のようなマイノリティの性向や、殺人・人種差別のような反社会的な行動、精神疾患などは本当に非適応的なのかという議論。若いうちに自殺することは完全に非適応的な行動だが、これには何の積極的な適応的意義もないのか、自ら命を絶つことは別の何らかの適応的な心理メカニズムの誤作動によって生じているのだろうかといった議論がある。このような社会的タブーに関連する研究には、差別や犯罪の正当化に繋がる、あるいは正当化を試みているなどの批判がある。それに対して、人の本性を無視するよりは直視し理解する方がより良い社会を作るために有益である、人の本性を研究することと社会的・政治的に犯罪や差別を認めることは全く別の問題であるなどの反論がある。
隣接した分野に、幼児は不完全な大人ではなくてそれぞれの発達段階で適応しているのだと考える進化発達心理学や、D.S.ウィルソンが提唱している宗教を進化の視点から解明する事に注目した進化宗教学などがある。進化心理学は進化生物学と同様に非常に学際的な分野である。心理学、人類学、社会学はもちろん動物行動学、霊長類学、行動遺伝学、神経行動学、進化ゲーム理論など新しい分野の学問からも影響を受けている。

## 議論史
人間の心と行動の進化の研究はチャールズ・ダーウィンの1871年の著作『人類の起源と性に関連した淘汰』まで遡ることができる。ダーウィンはヒトの感情や道徳心も自然選択などによって形作られたと論じた。ダーウィンの影響を受けたジョージ・ロマネスは比較心理学を創設しヒトと動物の連続性を説いた。アメリカでは同時期にウィリアム・ジェームズとウィリアム・マクドゥーガルが「本能」の概念を用いてヒトの行動を説明した。しかし彼らの機能主義的な説明はその後心理学ではあまり顧みられなかった。
19世紀末から20世紀初頭には、社会ダーウィニズムや優生学的政策への反発として心理学を生物学的説明から切り離す試みが進んだ。ジョン・B・ワトソンは行動主義を立ち上げ、その視点はバラス・スキナーによって強化された。社会学や人類学ではフランツ・ボアズやその弟子たちによって生物学的説明は顧みられなくなった。
1950年代にはノーム・チョムスキーが生成文法を提唱しスキナーを批判した。エリック・レネバーグは単一の汎用学習システムが複雑な学習を全てこなせるという仮定について疑問を提示した。またアラン・チューリングらによって心の計算理論の基盤が築かれた。1960年代には初期の動物行動学者が本能の概念を復活させ、行動の生得性を強調した。しかしこの時代にはまだヒトの行動の生得性や遺伝的基盤を論じることはファシストと見なされる風潮があり、動物行動学の視点から人間の攻撃性を論じたコンラート・ローレンツやデズモンド・モリスは批判を浴びた。またその頃の進化学者の視点は一般的に種の保存論であった。同じ頃W.D.ハミルトンは血縁選択説を提唱し、進化を遺伝子の視点から捉える新しいアプローチを発見した。G.C.ウィリアムズは種の保存論を批判し、それが理論的に成り立たないことを指摘した。そして自然選択がどのように働くかを厳密に考慮する適応主義的アプローチを提唱した。この頃に行われた進化的な視点の他の分野への応用はジョン・ボウルビィの愛着理論やナポレオン・シャグノンのヤノマミ族の血縁性の研究などが挙げられる。
1970年代以降、互恵的利他主義やESSといった理論も提唱され、自然選択がどのように利他的行動、血縁関係、協力、つがい、採餌、繁殖、子育てなどの複雑な社会行動を進化させたかを明らかにした。この分野には社会生物学あるいは行動生態学という呼称が付けられたがE.O.ウィルソンやリチャード・ドーキンスの著作をきっかけとして社会生物学論争が起きる。この論争は科学分野を超え、進化理論を人間行動の理解に用いることに対して政治的、倫理的、社会的批判も行われた。1980年代にミシガン大学やカリフォルニア大学で社会生物学者から教育を受けた心理学者、人類学者らはこの新しいフィールドに進化心理学という名を付けた。レダ・コスミデス、ジョン・トゥービー、ジェローム・バーコウは1992年に論文集『The Adapted Mind』を出版し、進化心理学の成立を宣言した。
コスミデスらは進化心理学の基盤となった分野を次のように説明している。
- 認知革命は人間の心が情報処理装置と見なせることを明らかにした
- 古人類学、狩猟採集民研究と霊長類学の進歩は我々の祖先が直面したであろう問題に関するデータを提供した
- 動物行動学、言語学、神経心理学は心が受動的に世界を記録する空白の石版でないことを示した
- 進化生物学は漠然とした種の利益論法を否定し、より厳格な適応主義を発展させた。

## 研究の例

### つがい形成
生殖は、遺伝子が次の世代へ繁茂してゆく手段であり、生殖における性的選択は、人間の進化において重要な役割を果たしている。それで、つがい形成やつがい維持の仕組みを解明しようとする進化心理学者は、人間のつがい形成に興味を持っている。つがいの相手の選択、不倫、つがいの維持、つがい形成の傾向、男女間の争いなどの研究領域は、この興味に基づいている。
1972年に、Robert Triversは、性差について、重要な論文を発表した。これは、現在では「親の投資の理論」と呼ばれている。男の生殖細胞（精子）のサイズは小さいが、女の生殖細胞（卵）のサイズは大きい。Triversは、この生殖細胞のサイズの違いが原因となって、いろいろなレベルにおける親の投資の違いをもたらしていると主張した。例えば女性は最初に多くを投資しているが、Triversは、この親の投資の違いが、性選択における異なる繁殖戦略をもたらし、男女間の争いをもたらしていると主張した。そしてTriversは、例えば、子どもに少ししか投資しない親は、包括適応度を高めようとして、子どもに多くを投資する親への接触を求めて競争すると主張した（Batemanの理論を参照）。Triversは、親の投資の違いが、つがい相手の選択や、同性間や異性間の生殖競争や、求愛の誇示行動の違いをもたらすと主張した。ヒトを含む哺乳類では、妊娠や分娩や授乳など、メスはオスよりずっと多くの投資をしている。親の投資の理論は、生活史理論の一部分である。
BussとSchmitt（1993年）の性的戦略理論は、次のように主張する。親の投資の違いにより、ヒトは性的に異なった適応を進化させた。例えば、性的な接近のしやすさ、生殖能力の評価、相手への関与や拒絶、資源調達の緩急、父性の確実性、つがいの価値の評価などにおける異なった適応を進化させた。BussとSchmittの戦略妨害理論は、片方の性の繁殖戦略が、他方の性の繁殖戦略を妨害する場合には、両性間の争いが起きて、怒りや嫉妬のような感情が引き起こされると主張する。
女性は、慎重に相手を選ぶ。特に短期的なつがい形成において慎重である。しかし、ある環境下では、短期的なつがい形成は、女性にも男性と同様の利益をもたらす。例えば繁殖の保険として、あるいは、より良い遺伝子への乗り換えとして、近親交配のリスクの減少として、自分の子どもを保護する保険として、女性に利益をもたらす。
父性の不安定さは、性的な嫉妬の性差をもたらす。女性は、配偶者が感情の結びつきのある不倫をすることに強く反発するが、男性は、配偶者が性的な不倫をすることに強く反発する。これは、つがい形成におけるコストが男女間で異なっていることに由来する。女性は通常、資源（資産や関与）を提供する相手を好むので、相手が感情の結びつきのある不倫をすることは、資源を持つ相手を失う脅威になる。他方男性は、自分で子どもを産むわけではないので、子どもの父親が誰であるのか確証を持てない（父性の不確かさ）。それで男性にとって、相手が感情的な不倫をするより、性的な不倫をした方が、脅威になる。なぜなら、他の男の子どもに投資しても、自分の遺伝子が繁茂するわけではないからである。
女性は月経周期のいつ、どういう相手を好むかという興味深い研究がある。この研究の理論的根拠は、先祖の女性は、自分のホルモンの状況により、特定の特徴を持つ男性を選択する仕組みを進化させていたと考えられることである。この理論の仮説の一つは、月経周期の排卵の時期（月経の約10～15日後）に、遺伝的な性質の優れた男性とつがい形成した女性は、より健康な子どもを産んで育てることができることである。女性によるこの好みは、短期的なつがい形成の際に、より明瞭になると予想される。研究者たちが予想するのは、女性は月経周期の中の妊娠しやすい時期に、良い遺伝的性質を持つことを示す特徴を備えた男性を選択することである。実際、研究により、月経周期により女性の好みが変化することが示されている。特に、HaseltonとMiller(2006年)は、高度に妊娠しやすい女性は、短期的な相手として、創造的で貧しい男性を好むことを示した。創造性は、良い遺伝子の指標となる。Gangestadら（2004年）の研究は、高度に妊娠しやすい女性は、社会的存在感や同性内競争を誇示する男性を好むことを示した。これらの特徴は、男性が資源を持っているか持つ能力があることを、女性が判断するカギとして機能すると考えられる。

### 子育て
生殖は、女性にとって大きなコストがかかる。男性にとっても大きなコストがかかる場合がある。個体から見ると、繁殖や子育てに使うことのできる資源や時間は限られており、それらを消費すれば、自分の将来の状態や生存や繁殖に影響が及ぶ。親の投資においては、生まれた子どもへの消費は、適合度の他の構成要素のための消費を犠牲にして行われる（Clutton-Brock 1991年、Trivers 1972年）。適合度の構成要素（Beatty 1992年）には、生まれた子どもの状況、親の将来の繁殖、近親者の援助を通じた包括的適合度（Hamilton 1964年）を含んでいる。親の投資の理論は、生活史理論の一部である。
Robert Triversによる親の投資の理論が予想するのは、女性は子どもの授乳や育児や保護において多くの投資を行うので、つがい形成においては男性よりも相手を慎重に選び、男性は少ない投資を行うので、女性への接触を競争するということである（Batemanの原理を参照）。親の労力の性差は、性的選択の強さを決定する要因として重要である。
親の投資が子どもにもたらす利益は大きい。親の投資は、子どもの状態、成長、生存、最終的には子どもの生殖における成功に関与する。しかし、こうした利益をもたらそうとすれば、捕食者から子どもを守るためのケガのリスクの増加や、子どもの世話をする間に他のつがい形成をする機会を失うことや、次の生殖のための時間を失うことなどのコストがかかるのである。全体として、親は、利益とコストの差を最大にするように選択されており、親による世話も、利益がコストを多く上回るように進化していると考えられる。
シンデレラ効果とは、継子が、継父母により、身体的、精神的、性的に虐待されたり、無視されたり、殺されたり、その他のいじめを受ける可能性が、実子よりかなり高いということである。この効果の名前は、おとぎ話のシンデレラから付けられた。おとぎ話のシンデレラは、継母や義姉妹から虐待を受けた。DalyとWilson（1996年）は、次のように述べた。「進化の考え方は、子ども殺しの最も重要なリスク要因の発見をもたらした。継母や継父の存在である」。親の投資や労力は貴重な資源であり、適合度を高めるために労力を効果的に配分しようとする性向が生き残っている。親の意思決定を左右する適応の問題には、子どもの父親を正確に特定する問題と、親の投資を適合度増加に置き換える必要や能力に基づいて、自分の資源を子どもたちに配分する問題がある。継子たちは、継父母の適合度にとって、けっして重要な存在ではない。継父母は、継子は常に選択上の不利益をこうむるべきだという考えに容易に取りつかれる(DalyとWilson、1996年、p64-65)。しかし彼らは、全ての継父母が、継子を虐待しようとするわけではないと述べており、また全ての実父母が虐待を防ぐ保証になるわけではないと述べている。彼らは、継父母による継子の世話は、実の父母に対するつがい形成の初期の労力と見なしている。

## 批判
- なぜなぜ話

Just-so-storyまたはお話作りとも呼ばれる。進化心理学はラドヤード・キップリングの童話に登場する人物のように、いかにもそれらしいストーリーを作ることに力を注いでいるという批判。しばしば「適応主義」と言う用語そのものも同じ意味で使われる。また進化心理学は事後の説明に終始しているという批判。通俗的な一般科学書が広める、浮気や犯罪は適応的な行動なのだというような軽はずみな言説への批判。ハウザーの擁護に対してアトランは「進化心理学が緩い科学だと考えられているために多くの人が参加し、多くのナンセンスがある」と述べた。そして本当によい科学者が進化的な視点から興味を失うことを恐れると指摘した。
- 適応主義アプローチへの異なる視点からの批判

適応主義者は適応以外の要因を考慮していないが、外適応や偶然、中立的な特徴は多いのだという批判。
- 政治的、社会的、道徳的批判

戦争が人間の本性であれば、戦争を認めざるを得なくなると言う批判。また人種差別、性差別、迫害のような政治的目的に利用されるという懸念。
- EEAに対する批判

我々はEEAについて何も知らず、したがってEEAを仮説検証の「根拠」として用いている進化心理学は科学ではない、ニセ科学であるという批判。古生物学者スティーヴン・グールド、古人類学者イアン・タッタソールから行われた。
- ヒトの生活環境は他の生物種の生活環境より早い変化をしているという仮定には根拠がないという批判。
- 誤解に基づく批判

進化心理学者は繁殖のことしか取り上げないが、人間は繁殖のことを思い浮かべて行動するわけではない、という至近因と究極因の混同。利己的遺伝子論は人を利己的に作ると言うが、人は利他的な行動を多く行う、など。
- 予測可能性を持つかと言う疑問

進化心理学は認知バイアスのような不合理性が、EEAでは合理的な判断であったのだと説明し、注目された。しかし説明に説得力はあったとしても、予測可能性がなければ重要な科学とは見なされない。ダン・スペルベルはいくつかの問題を指摘している。コスミデスらはウェイソン選択課題が裏切り者発見モジュールの証拠であると主張したが、この課題の結果はさまざまに解釈できる。バスの配偶者選択に関わる仮説は進化的な視点でなくとも見つけることができる。スペルベルは、古びた実験に依拠するのではなくより洗練された手法を用いるべきだと述べている。
- 方法論的個人主義

ジョーン・ザイマンは、方法論的個人主義が進化心理学にも内在していると指摘している。ザイマンによれば、文化進化における生物学的進化のエンジンは、すでに数万年前に尽きている。

## 関連文献
日本語のオープンアクセス文献
- 平石界「進化心理学:理論と実証研究の紹介」『認知科学』第7巻第4号、2000年、341-356頁、doi:10.11225/jcss.7.341。
- 長谷川寿一「進化心理学の可能性と社会的影響」『動物心理学研究』第47巻第1号、1997年、47-48頁、doi:10.2502/janip.47.47。
- 長谷川真理子「進化心理学の展望」『科学哲学』第34巻第2号、2001年、11-23頁、doi:10.4216/jpssj.34.2_11。
- 田中泉吏「ダーウィン的モジュールか, 自動化されたスキルか : 進化心理学的アプローチの検討」『科学哲学科学史研究』第1巻、京都大学 科学哲学・科学史研究室、2006年、109-124頁、doi:10.14989/56972。

一般書籍
- サトシ・カナザワ『知能のパラドックス』金井啓太（訳）、PHP研究所、2015年8月。ISBN 978-4569825496。
- マーティン・デイリー、マーゴ・ウィルソン『人が人を殺すとき』長谷川眞理子（訳）、長谷川寿一（訳）、新思索社、1999年11月。ISBN 4-7835-0218-8。
- マット・リドレー『やわらかな遺伝子』中村桂子（訳）、斎藤隆央（訳）、紀伊國屋書店、2004年5月。ISBN 4-314-00961-6。 - 氏か育ちか論争に焦点を当ており、進化心理学にも言及がある
- ロバート・トリヴァーズ『生物の社会進化』中嶋康裕（訳）、原田泰志（訳）、福井康雄（訳）、産業図書、1991年6月。ISBN 4-7828-0061-4。 - 進化心理学に影響を与えた進化生物学者の初学者向けテキスト。親と子の対立、自己欺瞞や感情の進化などへも言及。
- ポール・ブルーム『赤ちゃんはどこまで人間なのか』春日井晶子（訳）、長谷川真理子（解説）、ランダムハウス講談社、2006年2月。ISBN 4-270-00119-4。 - 進化発達心理学の視点から。
- D・F・ビョークランド、A・D・ペレグリーニ『進化発達心理学』無藤隆（監訳）、松井愛奈（訳）、松井由佳（訳）、新曜社、2008年4月。ISBN 4-7885-1096-0。